# Space (Slavko Kalezić)
Space è un singolo del cantante montenegrino Slavko Kalezić, scritta da Momčilo Zeković. Il 29 dicembre 2016 è stato annunciato che il brano è stato selezionato dall'ente radiotelevisivo nazionale montenegrino RTCG per rappresentare il Montenegro all'Eurovision Song Contest 2017 a Kiev, in Ucraina. Il brano è stato selezionato da una giuria di esperti di RTCG fra 27 canzoni candidate.